# AP2M1
AP2M1 (англ. Adaptor related protein complex 2 mu 1 subunit) – білок, який кодується однойменним геном, розташованим у людей на короткому плечі 3-ї хромосоми.  Довжина поліпептидного ланцюга білка становить 435 амінокислот, а молекулярна маса — 49 655.
| 10         |  | 20         |  | 30         |  | 40         |  | 50         |
| ---------- |  | ---------- |  | ---------- |  | ---------- |  | ---------- |
| MIGGLFIYNH |  | KGEVLISRVY |  | RDDIGRNAVD |  | AFRVNVIHAR |  | QQVRSPVTNI |
| ARTSFFHVKR |  | SNIWLAAVTK |  | QNVNAAMVFE |  | FLYKMCDVMA |  | AYFGKISEEN |
| IKNNFVLIYE |  | LLDEILDFGY |  | PQNSETGALK |  | TFITQQGIKS |  | QHQTKEEQSQ |
| ITSQVTGQIG |  | WRREGIKYRR |  | NELFLDVLES |  | VNLLMSPQGQ |  | VLSAHVSGRV |
| VMKSYLSGMP |  | ECKFGMNDKI |  | VIEKQGKGTA |  | DETSKSGKQS |  | IAIDDCTFHQ |
| CVRLSKFDSE |  | RSISFIPPDG |  | EFELMRYRTT |  | KDIILPFRVI |  | PLVREVGRTK |
| LEVKVVIKSN |  | FKPSLLAQKI |  | EVRIPTPLNT |  | SGVQVICMKG |  | KAKYKASENA |
| IVWKIKRMAG |  | MKESQISAEI |  | ELLPTNDKKK |  | WARPPISMNF |  | EVPFAPSGLK |
| VRYLKVFEPK |  | LNYSDHDVIK |  | WVRYIGRSGI |  | YETRC      |  |            |

A: Аланін

C: Цистеїн

D: Аспарагінова кислота

E: Глутамінова кислота

F: Фенілаланін

G: Гліцин

H: Гістидин

I: Ізолейцин

K: Лізин

L: Лейцин

M: Метіонін

N: Аспарагін

P: Пролін

Q: Глутамін

R: Аргінін

S: Серин

T: Треонін

V: Валін

W: Триптофан

Кодований геном білок за функцією належить до фосфопротеїнів. 
Задіяний у таких біологічних процесах як транспорт, транспорт білків, ендоцитоз, альтернативний сплайсинг. 
Білок має сайт для зв'язування з ліпідами. 
Локалізований у клітинній мембрані, мембрані, клатрин-вкритих заглибинах мембрани.